# Esquirol de l'Irauadi
L'esquirol de l'Irauadi (Callosciurus pygerythrus) és una espècie de rosegador de la família dels esciúrids. Viu a Bangladesh, la Xina, l'Índia, Myanmar i el Nepal. Es tracta d'un animal diürn i arborícola. Els seus hàbitats naturals són els boscos temperats, tropicals i subtropicals. Està amenaçada per la destrucció del seu entorn. El seu nom específic, pygerythrus, vol dir ‘de gropa vermella’ en llatí.

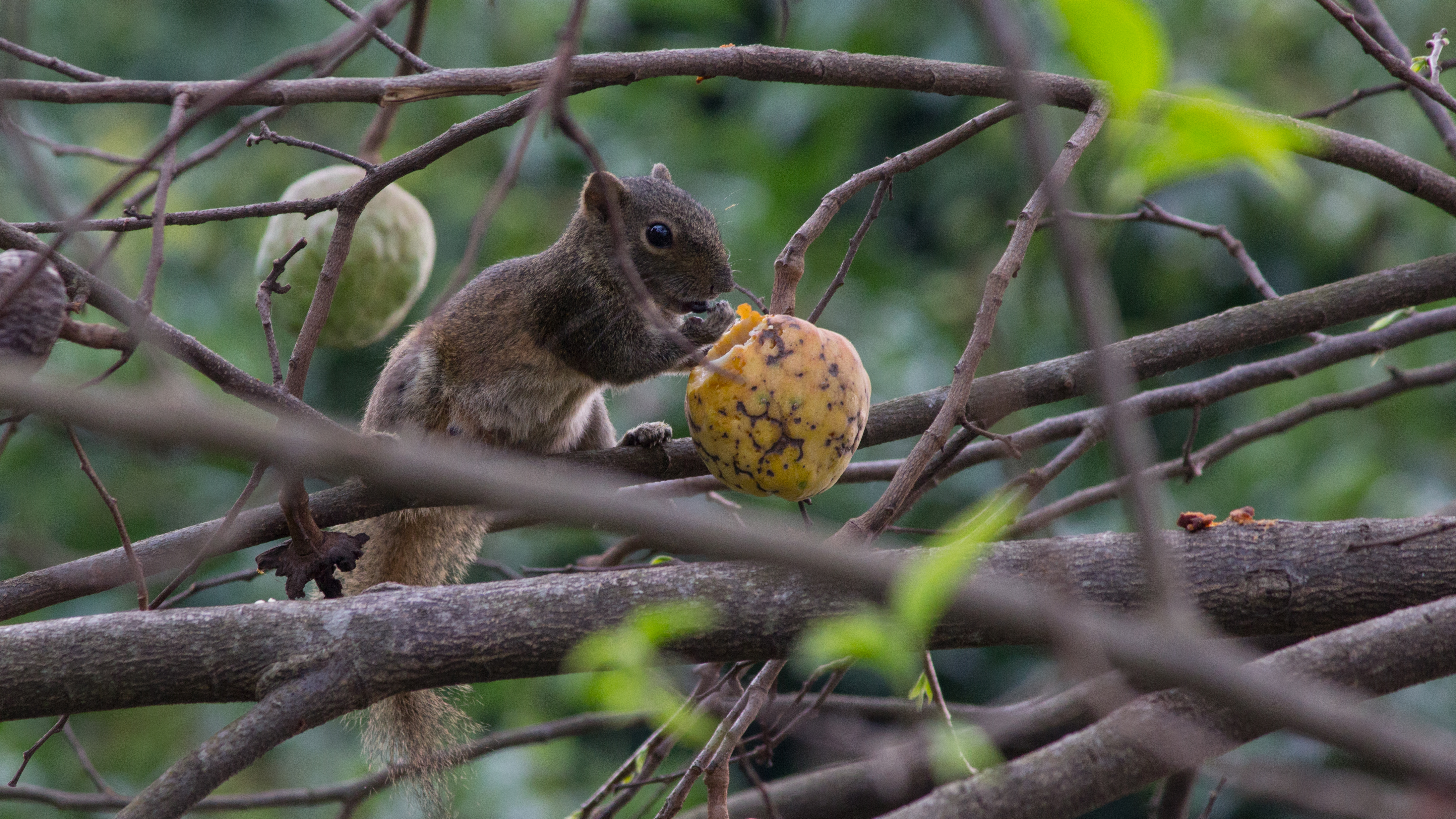
Esquirol de l'Irauadi alimentant-se